# الجادر (حفاش)

تعديل مصدري - تعديل

الجادر هي إحدى قرى عزلة بني مأمون بمديرية حفاش التابعة لمحافظة المحويت، بلغ تعداد سكانها 174 نسمة حسب تعداد اليمن لعام 2004.